# Spanx
Spanx, Inc. je americká společnost, která se specializuje na výrobu tvarovacího spodního prádla pro ženy a pro muže. Tuto značku si oblíbilo mnoho hollywoodských celebrit, jako třeba Oprah Winfrey a Miranda Lambert.
V průběhu roku 2000 bylo prodáno kolem 5,4 milionů kalhotek Spanx power panties.[zdroj⁠?!]